# Vladimir Zayets
Vladimir Zayets (4 de mayo de 1981) es un deportista azerbaiyano que compitió en atletismo adaptado. Ganó tres medallas en los Juegos Paralímpicos de Verano en los años 2008 y 2012.

## Palmarés internacional
| Juegos Paralímpicos | Juegos Paralímpicos   | Juegos Paralímpicos | Juegos Paralímpicos |
| Año                 | Lugar                 | Medalla             | Prueba              |
| ------------------- | --------------------- | ------------------- | ------------------- |
| 2008                | Pekín (China)         | Medalla de bronce   | Triple salto F12    |
| 2012                | Londres (Reino Unido) | Medalla de plata    | Triple salto F12    |
| 2012                | Londres (Reino Unido) | Medalla de bronce   | 4 × 100 m T11-13    |